# Ozaki Hōsai
Ozaki Hōsai (尾崎 放哉, 20 gener 1885 – 7 abril 1926) va ser l'haigo (haikai nom de ploma) d'Ozaki Hideo, un poeta de l'època final del període Meijí i del periode Taishō del Japó. Un alcohòlic, Ozaki va ser testimoni del naixement del moviment modern del vers lliure haiku. Els seus versos estan impregnats de solitud, probablement fruit de l'aïllament, la pobresa i la mala salut dels seus últims anys.

## Biografia
Ozaki va néixer a la que ara forma part de la ciutat de Tottori a la prefectura de Tottori. L'interès d'Ozaki pel haiku i l'escriptura va començar a una edat primerenca, i va ser influenciat pel pioner de l'estil de vers lliure haiku, Ogiwara Seisensui, mentre encara estava a l'institut.
Ozaki va assistir a la prestigiosa Universitat Imperial de Tòquio, i es va graduar el 16 d'octubre de 1909. Durant aquest període va proposar matrimoni amb Yoshie Sawa (沢芳衛, Sawa Yoshie), un amiga de llarga data i parent matern llunyà. Malauradament per a Ozaki, el seu germà gran es va oposar al matrimoni, creient que aquesta connexió materna era massa estreta. Gairebé immediatament després del fracàs d'aquest rebuig, va començar el gran consum d'alcohol, que continuaria durant gran part de la seva vida. Molts escriptors creuen que el rebuig va ser la causa inicial del seu posterior alcoholisme. (Ishi, pàg. 56) Tot i que anteriorment havia estat utilitzant el pseudònim de "Hōsai" escrit amb els caràcters "芳哉", durant aquest període va passar gradualment a utilitzar "放哉" (pronunciat de manera idèntica). Aquest canvi potser és significatiu, ja que el personatge anterior, que apareix al nom de Yoshie, es va canviar a un que significa "alliberar, alliberar, desterrar, alliberar".
Després de graduar-se, Ozaki es va unir a la Companyia Nihon Tsūshin (日本通信社) l'octubre de 1909, però va ser acomiadat un mes després per incompetència.
L'any següent, Ozaki es va unir a la Tōyō Life Insurance Company (東洋生命保険会社), (el predecessor d'Asahi Mutual Life Insurance Co) on durant un temps va dirigir una carrera aparentment exitosa. Després de diverses promocions, es va casar amb una dona de 19 anys anomenada Kaoru (馨) l'any 1911. Poc després, un dels seus subordinats va descriure a Ozaki com "que feia pudor d'alcohol cada matí". (Ueda, pàg. 81) Durant el mateix període, tot i que tots els altres empleats portaven vestits de negoci, l'Ozaki no tenia cap roba més que un esmòquing i un parell de pijames. Portava tots dos per treballar. (Ueda, pàg. 82) Malgrat això, va ser ascendit a Cap de la Secció de Contractes (契約課長, keiyaku kacho), probablement a causa de les connexions ben col·locades. (Ishi, pàg. 60)

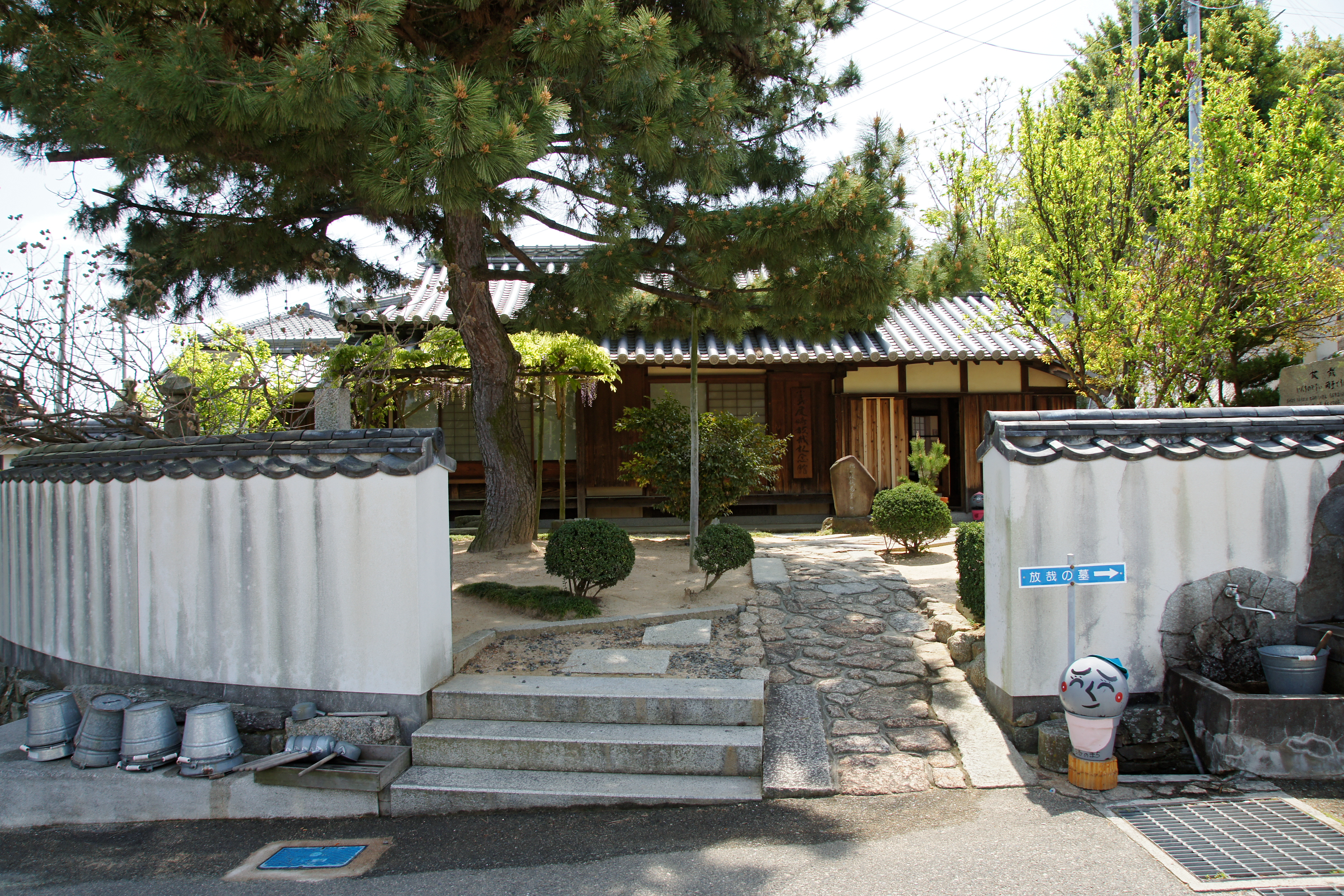
Minango-an, Shodoshima Hosai Ozaki Memorial Museum

Els problemes d'alcohol d'Ozaki van continuar empitjorant, i va deixar Tōyō el 1920 a l'edat de 36 anys. Es va convertir en un monjo mendicant laic en un centre d'entrenament budista. El 1926, es va establir a l'illa de Shōdoshima, prefectura de Kagawa, al Mar Interior, i se li va donar el càrrec de rector de la petita ermita de Minango-an. al temple de Saiko-ji. Amb els llaços de la seva vida anterior trencats i sense cap possessió material, va començar a escriure haiku de debò. El seu únic llibre, Daikū (大空, Big Sky), conté poemes dels seus darrers anys solitaris, i va ser seleccionat per Ogiwara Seisensui entre els més de 4.000 haiku composts per Ozaki entre 1916 i 1926. La col·lecció va ser publicat pòstumament el 1926, i en una edició ampliada el 1945. Les parts estan disponibles en traducció a l'anglès de Hiroaki Sato titulada Just sota el gran cel, no porto cap barret (ISBN 1-880656-05-1).